# NGC 7493
NGC 7493 is een ster in het sterrenbeeld Vissen. Het hemelobject werd op 28 oktober 1886 ontdekt door de Franse astronoom Guillaume Bigourdan.